# 드로미케이오미무스
드로미케이오미무스(Dromiceiomimus)는 중생대 백악기 후기(약 8,000만년 전~6,500만년 전), 오늘날 북아메리카대륙에 서식했던 잡식공룡이다. 학명은 '에뮤 모방자'라는 의미를 가지고 있다. '용반목'-'오르니토미무스과'에 속한다. 전체 몸 길이는 약 3.5m, 체중은 100kg~150kg정도 되었을 것으로 추정된다. 화석은 캐나다 앨버타주에서 발견되었다. 타조공룡류에 속하는 다른 종에 비해 눈이 큰 편이다. 이빨은 없고 목과 꼬리는 길다. 또한 달릴 때의 속도는 60km 인 것으로 추정한다.